# Der Kolonist
Der Kolonist foi um jornal brasileiro editado em língua alemã, em Porto Alegre.
Fundado por José Câncio Gomes, tinha como título Der Kolonist. Wochenblatt für Handel, Gewerbe und Landbau (ou, em português: O Colono. Semanário para Comércio , Indústria e Agricultura). Foi editado entre 1852 e 1853, quando foi substituído pelo Der Deutsche Einwanderer.